# Great Chesterford
Koordinaten: 52° 3′ 57,6″ N, 0° 12′ 10,8″ O
Great Chesterford ist ein Dorf in Essex (Vereinigtes Königreich), in dessen Nähe sich die Reste einer römischen Stadt befinden. Der antike Name dieser Stadt ist bisher unbekannt.
Die römischen Reste von Great Chesterford gehören zu den ältesten in Britannien und sind eines der seltenen Beispiele im Südosten Englands. Ein Militärlager datiert vielleicht schon in die Zeit des ersten Britannienfeldzuges von Aulus Plautius, in das Jahr 43 n. Chr. Ein zweites Militärlager entstand in der zweiten Hälfte des ersten Jahrhunderts. Nach Abzug des Militärs entstand hier eine beachtliche Siedlung mit städtischem Charakter, die eine Fläche von circa 14 Hektar einnahm. Der Stadtplan zeigt keinen regelmäßigen Aufbau, im Gegensatz zu vielen anderen römischen Städten. Die meisten Bauten waren aus Holz; es gibt aber auch Steinbauten, die sich vor allem im Zentrum der Stadt neben einem großen Platz fanden, bei dem es sich wahrscheinlich um einen Marktplatz handelte. Nördlich dieses Platzes stand ein oktogonales Gebäude, bei dem es sich vielleicht um einen Tempel handelte. Im vierten Jahrhundert wurde eine Stadtmauer errichtet, die teilweise ältere Häuser überbaute. Bei Ausgrabungen fand sich auch ein Friedhof. In einigem Abstand zur Stadt stand ein gallo-römischer Umgangstempel innerhalb einer Temenosmauer. Dieser war mit Wandmalereien dekoriert und trug eine Inschrift in Metallbuchstaben. Hier fand sich auch eine kleine Silberplatte mit dem bärtigen Gesicht einer Gottheit. Neben dem Tempel wurden Opfergruben mit Knochen von über 1000 Lämmern entdeckt. Außerhalb der Tempeleinzäumung fanden sich diverse Bauten, vielleicht Wohnungen und Werkstätten, die zum Tempelbezirk gehörten. Es konnte auch ein angelsächsischer Friedhof ausgegraben werden, der eine gewisse Siedlungskontinuität ins Mittelalter belegt.
Der Name Great Chesterford wird zum ersten Mal in einer Urkunde aus dem Jahr 1004 genannt. Die Dorfkirche datiert in das 13. Jahrhundert.